# Jonas Rimantas Glemža

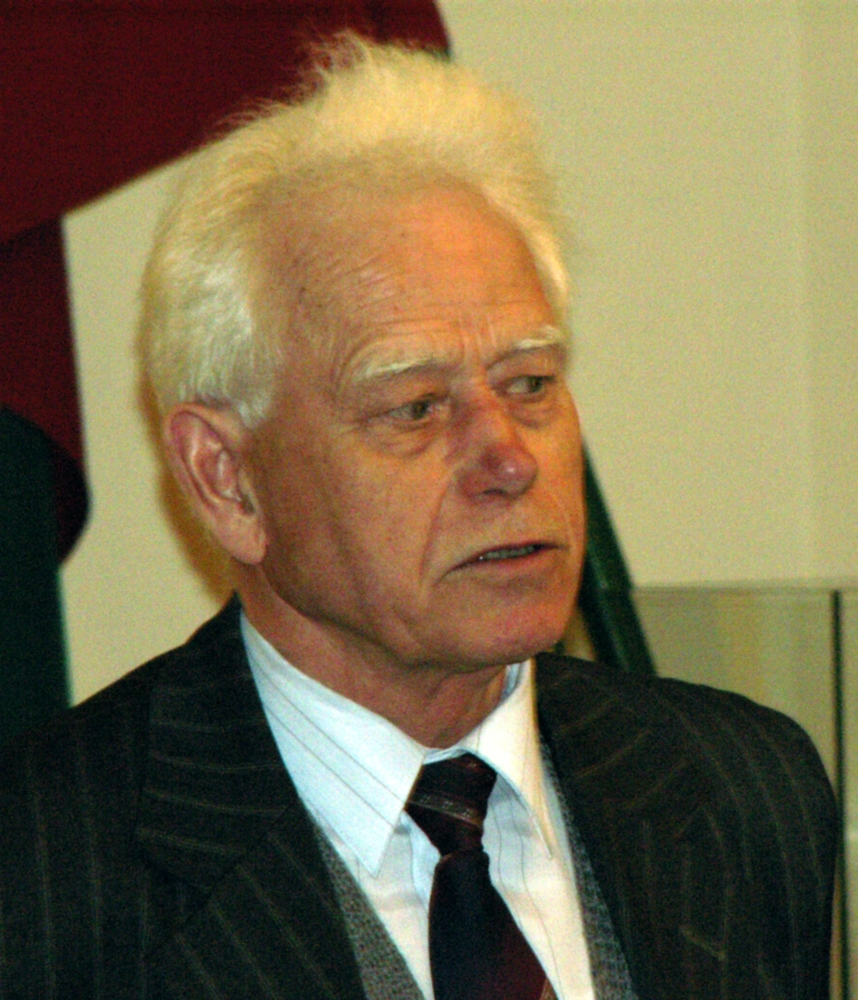
Jonas Rimantas Glemža

Jonas Rimantas Glemža (* 20. März 1935 in Kaunas) ist ein litauischer Architekt und war Kultur-Vizeminister der Litauischen SSR.

## Leben
Nach dem Abitur absolvierte er 1959 das Diplomstudium der Architektur am Kauno politechnikos institutas und 1974 promovierte als Kandidat in Architekturwissenschaft. Bis 1986 war er Vizeminister am Kulturministerium Litauens. Von 1992 bis 1994 arbeitete er als Architekt. Ab 1972 lehrte er am Lietuvos dailės institutas (ab 1990 Vilniaus dailės akademija) und von 1999 bis 2003 leitete er den Lehrstuhl für Denkmalschutz der VDA. Seit 2003 ist er Professor.
Von 1979 bis 1985 leitete er den Verein Lietuvos tautodailininkų sąjunga.

## Bibliografie
- Lietuvos architektūros paminklai: Apsauga ir restauracija, 1978
- Architektūros paminklai TSRS miestų struktūroje, su kitais, 1978, russisch
- Nekilnojamojo kultūros paveldo apsauga ir tvarkymas, vadovėlis, 2002